# Kvášňovice
Kvášňovice é uma comuna checa localizada na região de Plzeň, distrito de Klatovy.